# Dekanat Sitka
Dekanat Sitka – jeden z ośmiu dekanatów diecezji Alaski Kościoła Prawosławnego w Ameryce.
Na terytorium dekanatu znajdują się następujące parafie:
- Parafia św. Jana Chrzciciela w Angoon
- Parafia św. Mikołaja w Hoonah
- Parafia św. Mikołaja w Juneau
- Parafia św. Michała Archanioła w Sitce
- Parafia Zwiastowania w Sitce